# Subsaximicrobium
Subsaximicrobium es un género de bacterias de la familia de Flavobacteriaceae.